# Яншо
Яншо́ (кит. упр. 阳朔, пиньинь Yángshuò) — уезд городского округа Гуйлинь Гуанси-Чжуанского автономного района (КНР).

## История
Во времена империи Цзинь был создан уезд Сипин (熙平县). Во времена империи Суй он был в 590 году переименован в Яншо (по названию горы, у подножия которой разместились уездные власти после переезда). Во времена империи Тан из уезда Яншо в 621 году был выделен уезд Гуйи (归义县), но в 627 году он был вновь присоединён к уезду Яншо.
В составе КНР в 1949 году был образован Специальный район Гуйлинь (桂林专区) провинции Гуанси, и уезд вошёл в его состав. В 1958 году провинция Гуанси была преобразована в Гуанси-Чжуанский автономный район. В 1971 году Специальный район Гуйлинь был переименован в Округ Гуйлинь (桂林地区).
Постановлением Госсовета КНР от 27 августа 1998 года город Гуйлинь и Округ Гуйлинь были объединены в Городской округ Гуйлинь.

## Административное деление
Уезд делится на 6 посёлков и 3 волости.

## Экономика
Яншо славится карстовым ландшафтом с живописными пиками, извилистыми реками и пещерами, что сделало его популярным местом для скалолазания и экстремального туризма (виа феррата). Ежегодно уезд принимает более 100 тыс. туристов-альпинистов со всего мира.